# Anneliese Michel
Anna Elisabeth „Anneliese” Michel (n. 21 septembrie 1952, Leiblfing, Bavaria, Germania – d. 1 iulie 1976, Klingenberg am Main, Bavaria, Germania) a fost o femeie provenind dintr-o familie catolică din Germania despre care se credea că era posedată demonic și care a fost supusă la 67 de sesiuni de exorcizare. A murit în anul 1976 în propria locuință din cauza malnutriției și deshidratării după ce a trăit aproape un an într-o stare de înfometare în timp ce ritualurile de exorcizare aveau loc. Ea a fost diagnosticată cu psihoză epileptică (epilepsie a lobului temporal). 
The Exorcism of Emily Rose și Requiem sunt două filme care se inspiră din povestea ei.